# Malati di pulito
Malati di pulito (Obsessive Compulsive Cleaners) è un docu-reality britannico trasmesso in prima visione su Channel 4 dal 2013 al 2016, in cui alcune persone ossessionate dalla pulizia aiutano individui estremamente disordinati che lottano contro lo stato disastroso delle loro case malmesse. Il narratore è l'attore e comico John Thomson.
In Italia il programma è stato trasmesso su Real Time, con la voce narrante di Stefano Brusa.

## Episodi
| Stagione         | Episodi | Prima TV UK | Prima TV Italia |
| ---------------- | ------- | ----------- | --------------- |
| Prima stagione   | 6       | 2013        | ?               |
| Seconda stagione | 8       | 2013        | ?               |
| Terza stagione   | 9       | 2014        | ?               |
| Quarta stagione  | 7       | 2015        | ?               |
| Quinta stagione  | 5       | 2016        | ?               |